# Ivano Newbill
Ivano Miguel Newbill (Sedalia, 12 dicembre 1970) è un ex cestista statunitense, professionista nella NBA e in Europa.

## Palmarès
- Campione CBA (2000)